# Danny D'Imperio
Danny D'Imperio (Sydney, 1945) is een Amerikaanse jazzdrummer en orkestleider.

## Biografie
Danny D'Imperio speelde eerst piano, daarna trompet en onder invloed van de muziek van Louie Bellson wisselde hij naar de drums. Al op 12-jarige leeftijd had hij eerste professionele optredens in de band van zijn vader, de pianist Robert D'Imperio. Van 1957 tot 1962 speelde hij in plaatselijke bands van Syracuse en uiteindelijk met verschillende formaties, zoals met Pee Wee Hunt en de Salt City Six, voordat hij van 1965 tot 1968 zijn militaire dienstplicht moest vervullen, waar hij in legerbands speelde. Na zijn ontslag uit het leger was hij huisdrummer in de Three Rivers Inn in Syracuse, daarna speelde hij in 1970/1972 in de Glenn Miller Ghost Band en midden jaren 1970 in de orkesten van Maynard Ferguson en in 1976/1977 bij Woody Herman.
Hij verving Buddy Rich, toen deze in 1983 ziek werd, als huisdrummer in de jazzclub Condon's. Hij werkte bovendien als zelfstandig muzikant en nam enkele albums op voor het label V.S.O.P. met zijn bigband Metropolitan Bopera House, waarbij o.a. Greg Gisbert, Ralph LaLama en Hod O'Brien speelden en die de geest van het klassieke hardbop-tijdperk van de muziek min of meer van Art Blakey en Philly Joe Jones verklaart. Sinds 1988 werkt hij als freelance muzikant met o.a. de formatie Gene Krupa Legend met Anita O'Day, Les Elgart en het Village Vanguard Orchestra.

## Discografie
- 1991: Blues for Philly Joe (VSOP) met Greg Gisbert, Ralph Dalama, Hod O'Brian, David Shapiro
- 1992: Hip to It (VSOP)
- 2000: Danny D'Imperio and the Bloviators (Rompin')
- 2001: Big Band Bloviation (Rompin') met Eric Alexander